# OwnCloud
ownCloud — свободное и открытое веб-приложение для синхронизации данных и совместной работы с файлами. ownCloud работает с базами данных SQLite, MariaDB, MySQL, Oracle Database и PostgreSQL, и работает на серверах под управлением Linux, в том числе на Raspberry Pi.
Разработку ownCloud начал один из разработчиков KDE, Франк Карличек, в январе 2010 г. Он стремился создать бесплатную альтернативу коммерческим облачным сервисам хранения данных. В отличие от них, ownCloud можно установить на собственный сервер без дополнительных затрат.
Доступны клиенты для синхронизации данных с ПК под управлением Windows, OS X или Linux и с мобильными устройствами на iOS и Android. Кроме того, сохранённые данные доступны через веб-интерфейс ownCloud в любом браузере.
Linux-клиент (с интеграцией в рабочий стол Gnome) и сервер ownCloud доступны в репозиториях большинства дистрибутивов GNU/Linux.

## История
Фрэнк Карличек запустил ownCloud в 2010-м году — в январе во время Camp KDE он анонсировал проект, и в марте вышла бета-версия.
В 2011 году М. Рекс (англ. Markus Rex), Х. Дирофф (Holger Dyroff) и Ф. Карличек зарегистрировали компанию ownCloud Inc..
В 2016 году основатель ownCloud Франк Карличек покинул проект и компанию ownCloud Inc. и объявил о создании форка этой свободной облачной платформы с названием Nextcloud. Через некоторое время компания ownCloud Inc. закрылась.
В настоящее время проект ownCloud находится под управлением компании ownCloud GmbH. Смена владельца была связана в том числе с бизнес-моделью прежней компании, которая мешала развитию этого проекта с открытым исходным кодом.

## Возможности
- Хранение файлов с использованием обычных структур каталогов, или с использованием WebDAV
- Криптография
- Синхронизация между клиентами под управлением Windows (Windows XP, Vista, 7 и 8), Mac OS X (10.6 и новее) или Linux
- Календарь (также как CalDAV)
- Планировщик задач
- Адресная книга (также как CardDAV)
- Потоковое мультимедиа (используется Ampache)
- Администрирование пользователей и групп (с использованием OpenID или LDAP)
- Расшаривание контента между группами или используя публичные URL
- Онлайн текстовый редактор с подсветкой синтаксиса и сворачиванием. Анонсирована поддержка онлайн-версий редакторов LibreOffice.
- Закладки
- Механизм сокращения URL
- Фотогалерея
- Просмотрщик PDF (используется PDF.js)
- Просмотрщик ODF файлов (.odt, .odp, .ods)
- Модуль логирования